# Святослав (срібна монета)
«Святосла́в» — срібна пам'ятна монета номіналом 10 гривень, яку випустив Національний банк України. Присвячена київському князю Святославу Ігоревичу (964—972 роки), правління якого ознаменувало ранню героїчну добу в історії Київської Русі. У результаті безперервної боротьби з хозарами, Візантією та могутнім Болгарським царством він значно розширив та зміцнив давньоруську державу.
Монету ввели в обіг 24 жовтня 2002 року. Вона належить до серії «Княжа Україна».

## Опис монети та характеристики
| Номінал грн. | Метал            | Маса, г      | Діаметр, мм | Якість виготовлення | Гурт     | Тираж, штук |
| ------------ | ---------------- | ------------ | ----------- | ------------------- | -------- | ----------- |
| 10           | срібло 925 проби | 31,1 / 33,62 | 38,61       | пруф                | рифлений | 3 000       |

### Аверс
На аверсі монети в обрамленні давньоруського орнаменту, який відтворили за мотивами зображень на вінці ритуального турячого рогу з чернігівського кургану Чорна Могила (Х століття), розмістили малий Державний Герб України та стилізовані написи: «2002», «УКРАЇНА», «10», «ГРИВЕНЬ», а також логотип Монетного двору, позначення металу, його проби — «Ag 925» та вага в чистоті — «31,1».

### Реверс

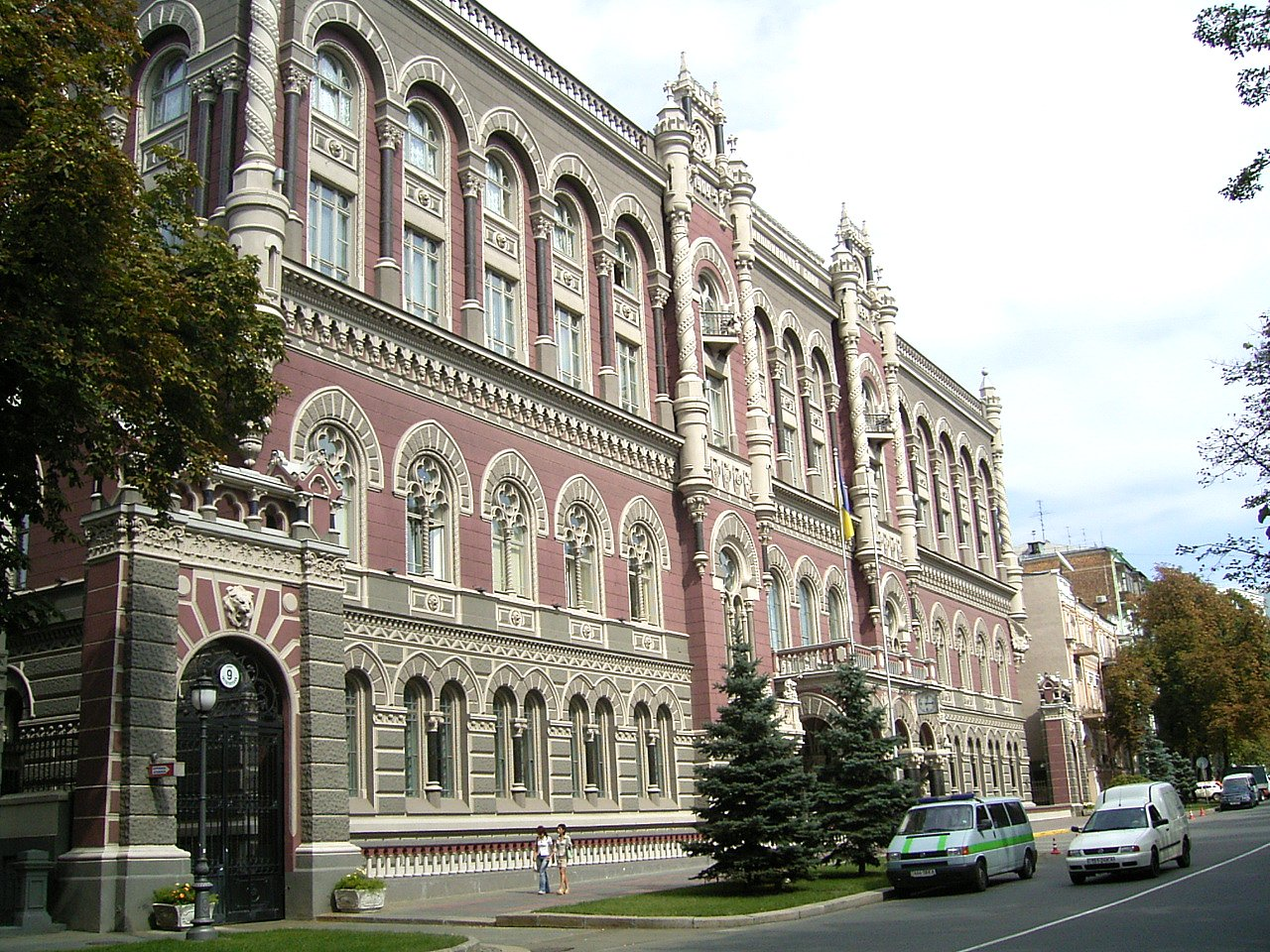
Будівля Національного банку України

На реверсі монети на тлі язичницьких ідолів та батальної сцени розмістили поясне зображення князя-воїна, який правою рукою тримає над головою меч, а лівою — щит із зображенням сонця, а також стилізовані написи: «964 СВЯТОСЛАВ 972» (угорі) та в два рядки: «КНЯЖА», «УКРАЇНА» (унизу).

## Автори
- Художники: Козаченко Віталій, Таран Володимир, Харук Олександр, Харук Сергій.
- Скульптори: Іваненко Святослав, Дем'яненко Володимир.

## Вартість монети
Ціну монети — 575 гривень вказали на сайті Національного банку України в 2012 році.
Фактична приблизна вартість монети, з роками змінювалася так:
| Рік        | 2010  | 2011  | 2012  | 2013  | 2014  | 2015  | 2016  | 2017  | 2018  | 2019  | 2020  | 2021  | 2022  | 2023  | 2024  | 2025  |
| ---------- | ----- | ----- | ----- | ----- | ----- | ----- | ----- | ----- | ----- | ----- | ----- | ----- | ----- | ----- | ----- | ----- |
| Ціна, грн. | 2 300 | 2 300 | 2 300 | 2 300 | 2 100 | 3 700 | 3 700 | 4 900 | 3 800 | 4 500 | 3 900 | 4 900 | 5 200 | 6 200 | 9 500 | 9 400 |